# 171
171 (CLXXI) var ett normalår som började en måndag i den julianska kalendern.

## Händelser

### Okänt datum
- Mesopotamien blir en romersk provins.
- Markomannerna besegras slutgiltigt av Marcus Aurelius.